# 路易斯·冈萨雷斯·马基
路易斯·安赫尔·冈萨雷斯·马基（西班牙語：Luis Ángel González Macchi，1947年12月13日—）是巴拉圭的政治家和律師，他于1999年3月至2003年8月擔任巴拉圭共和国第46任总统。

## 生平
冈萨雷斯毕业于国立亚松森大学法律和社会科学系。1993年至1998年任国会众议员。1998年当选为参议员，翌年担任参议院议长。於1998年3月23日副总统阿加尼亚遇刺后接任副總統。由於時任總統库瓦斯被懷疑參與此次暗殺事件，以及其餘的醜聞被曝光，導致国会以“渎职罪”等四项罪名对总统启动弹劾程序；3月28日库瓦斯辞去总统职务并流亡巴西。根据现行宪法，他應當完成库瓦斯总统的五年任期，该任期于2003年8月15日结束。
作为总统，冈萨雷斯试图建立一个联合政府以促进巴拉圭内部的合作，并修复因政治危机而受损的经济。这个联盟沒能持續下去，由於藍黨于2000年退出了联合政府，導致冈萨雷斯美能獲得立法機構中的多數支持。随着经济进一步下滑，冈萨雷斯的聲望愈加低落，他在推動立法方面也困難重重，因為鮮有議員願意支持他提出的法案。2000年5月曾發生一次未遂政變，2001年也有一次未遂彈劾，兩者最終都未成功。冈萨雷斯·马基最終堅持到2003年選舉，由尼卡诺尔·杜阿尔特·弗鲁托斯勝出。根據憲法，即便只是擔任部分任期的總統，也不得參選連任，因此他無法參加此次大選。並於2003年8月15日卸任。
他任职期间，曾以断交相威胁，逼迫中华民国总统李登辉向巴拉圭援助4亿美元，其中部分用于填补其个人亏空。
2006年5月，冈萨雷斯还被指控在瑞士的一个编号账户中存有资金，其来源涉嫌非法；最终被判处6年监禁。然而，他对这一判决提出上诉，并在上诉中胜诉，因此被解除其总统任期内所涉及罪行的指控。